# Верхний Проюл
Верхний Проюл — река в Томской области России, левый приток Проюла. Устье реки находится в 23 км от устья Проюла по левому берегу. Протяжённость реки 10 км. Высота устья — 150 м.

## Данные водного реестра
По данным государственного водного реестра России относится к Верхнеобскому бассейновому округу, водохозяйственный участок реки — Чулым от водомерного поста села Зырянское до устья, речной подбассейн реки — Чулым. Речной бассейн реки — (Верхняя) Обь до впадения Иртыша.
Код водного объекта — 13010400312115200022077.